# Giovanni Battista Maganza
Giovanni Battista Maganza, detto Magagnò (Calaone, 1513 circa – Vicenza, 25 agosto 1586), è stato un pittore e poeta italiano della Repubblica di Venezia, operante a Vicenza nel tardo Rinascimento.

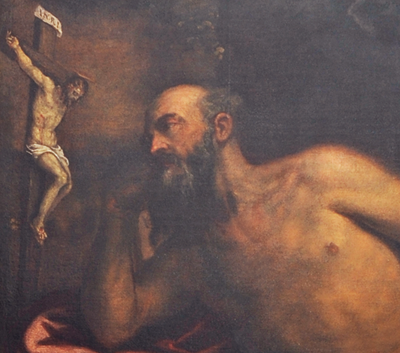
Giovanni Battista Maganza, San Girolamo penitente (1570), dettaglio. Chiesa di San Marco in San Girolamo, Vicenza.

Padre di Alessandro Maganza e capostipite della famiglia di pittori, è talvolta indicato come Giambattista Maganza il Vecchio per distinguerlo dal nipote Giambattista (Vicenza, 1577-1617).

## Biografia
Formatosi nella cerchia di Alvise Cornaro, amico del Ruzante, pare si trasferì a Vicenza intorno al 1539. Viaggiò a Roma tra il 1546 e il 1547, assieme ad Andrea Palladio, Gian Giorgio Trissino e al poeta Marco Thiene. Fu membro dell'Accademia Olimpica di Vicenza, per la quale disegnò i costumi per l'Edipo re, la prima opera rappresentata al Teatro Olimpico progettato da Palladio.
Era noto per i suoi ritratti di patrizi vicentini, tra i quali un dipinto di Palladio, e per i suoi affreschi e pale d'altare per le chiese.
Come poeta, compose satire in lingua pavana, usando lo pseudonimo di Magagnò.
Quella dei Maganza fu un'importante bottega. Suo figlio Alessandro Maganza fu un importante pittore della Repubblica di Venezia. Tra gli allievi di Giovanni Battista figura il pittore Andrea Vicentino.

## Opere
(elenco parziale)

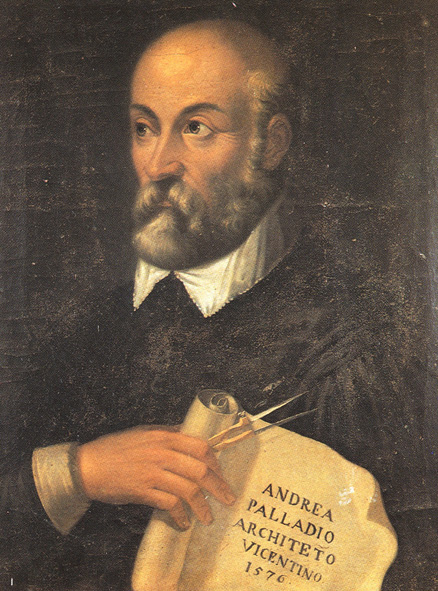
Ritratto di Andrea Palladio nel 1576 (uno dei pochissimi ritratti dell'architetto ritenuti attendibili), attribuito a G. B. Maganza. Olio su tavola. Vicenza, Villa Valmarana ai Nani.

- San Girolamo penitente (1570)[5], Chiesa di San Marco in San Girolamo, Vicenza
- Pala del Rosario (1583), chiesa di Montebello Vicentino.
- Conversione di san Paolo (secolo XVI), pala posta sull'altar maggiore della chiesa di Novale di Valdagno, Vicenza.
- Affreschi nella villa Repeta a Campiglia dei Berici (distrutti).